# Чооду, Мартый-оол Чыргалович
Мартый-оол Чыргалович Чооду  (2 марта 1949—1998) — принадлежит к среднему поколению тувинских художников, участвовавших в становлении изобразительного искусства Тувы.
Художник разносторонний, многогранный. Как талантливый график, он работал во всех жанрах этого вида искусства; — это станковая книжная графика и плакат. Также проявил себя, как одарённый монументалист в создании больших оформлений экстерьеров и интерьеров общественных зданий города Кызыла.

## Биография
Родился 2 марта 1949 года в селе Берт-Даг Тес-Хемского района Тувинской АССР. С детства был увлечён искусством, много рисовал разные композиции, писал родные пейзажи. После службы в Советской Армии он поступает в Иркутское художественное училище на графическое отделение, где обучается гравюре по линолеуму.
В 1972 году М. Ч. Чооду впервые участвует в местной республиканской выставке молодых художников, посвящённой 50-летию СССР, экспонировав свои интересные графические листы в технике линогравюры и акварели. В этом же году он поступает в Московский государственный художественный институт им. В. Сурикова на факультет «станковая графика», который успешно закончил в 1978 году. После окончании вуза он поступает на работу в Тувинские художественно-производственные мастерские Художественного Фонда РСФСР, преподаёт рисование на художественном отделении Кызылского училища искусств.
М. Ч. Чооду, как график сотрудничал с Тувинским книжным издательством, оформляя обложки, титульные листы, заставки к некоторым книгам.
Наиболее выдающимся творением художника М. Ч. Чооду по мнению ряда специалистов является монументальное оформление экстерьера Дома быта большими панно, посвящённых работникам службы быта нашей республики. М. Ч. Чооду заполнил свободные поверхности стен Дома быта несколькими композициями с сюжетами о повседневном труде служб: пошива, химчистки, ремонта бытовой техники, изготовлению сувенирной продукции. На плоскости стен автор изобразил фронтально-плоскостные рисунки, чередуя светлые и тёмные тона предметных объёмов. Это монументальное панно, выполненное в технике «сграффито» и завершённое в 1989 году стало художественным украшением в архитектурном облике города Кызыла.

## Основные выставки
- Республиканская художественная выставка молодых художников, посвященная 50-летию СССР 1972 г., г. Кызыл.
- Всероссийская художественная выставка «Физкультура и спорт» 1979 г.
- Зональная выставка «Сибирь социалистическая» 1980 г., 1985 г., 1991 г.
- Всероссийская художественная выставка «Художники автономных республик, областей и национальных округов РСФСР» 1989 г.

## Основные произведения[2]
- Лодочники. Б. акв. 42х30.
- Лучники.
- Моя Тува. Б., линограв.
- Осенний пейзаж. Б. акв. 42х30.
- Перед скачками. 1981 г[3].
- Сенокос. Б. линограв. 41х34.
- Скачки.
- Танец орла 1983 г. Бум., литография. 50х50.
- Хуреш. Б., линограв.
- Японское море. Б. паст. 43х30.